# Lusotitan atalaiensis
Il lusotitan (Lusotitan atalaiensis) era un grande dinosauro erbivoro vissuto nel Giurassico superiore (Kimmeridgiano o Titoniano) in Portogallo.

## Descrizione e classificazione
Questo dinosauro è un sauropode della famiglia dei brachiosauridi. È noto principalmente per resti delle zampe, particolarmente lunghe. Con tutta probabilità, Lusotitan possedeva zampe anteriori eccezionalmente allungate e forti, un collo lunghissimo un corpo particolarmente voluminoso e una coda relativamente corta. La sua lunghezza è stimata attorno ai 25 metri. Nel 1957 la somiglianza con il genere principale del gruppo, Brachiosaurus, aveva fatto ritenere ai suoi scopritori, Lapparent e Zbyszewski, che le ossa di questo dinosauro appartenessero a una nuova specie del genere già conosciuto. Solo nel 2003 Mateus e Antunes riesaminarono i resti e dedussero che era necessario un nuovo genere, Lusotitan, per accoglierli.